# Dendronephthya boschmai
Dendronephthya boschmai is een zachte koraalsoort uit de familie Nephtheidae. De koraalsoort komt uit het geslacht Dendronephthya. Dendronephthya boschmai werd in 1966 voor het eerst wetenschappelijk beschreven door Verseveldt. 